# Gao Kegong
Gao Kegong ou Kao K'o-kong ou Kao K'o-Kung, son vrai nom serait Shian, surnom: Yenjing, nom de pinceau: Fangshan, né en 1248 à Datong (province du Shanxi), mort sans doute après 1310,  XIIIe et XIVe siècles est un peintre chinois.

## La peinture deslettrésà l'époque dessongdu Nord
Aux premiers temps de l'ère mongole le peintre Gao Kegong  est le premier à renouer avec les traditions paysagistes des song du Nord. Négligeant l'œuvre des maîtres des maîtres de l'Académie des song du Sud, il prend les deux Mi (Mi Fu, Mi Youren) pour modèle et transcrit librement, à leur manière, les monts boisés du Jiangnan dans la brume et la pluie.
À ses yeux, ces deux peintres ont exprimé, en peignant des paysages, la quintessence de l'art pictural. Mi Fu a, sur la valeur de paysage en tant que te, le même sentiment. Il confie à son Huashi cette remarque: «Généralement parlant, pour peindre les bœufs et les chevaux, les personnages et les objets, il suffit d'une copie rapide, et la ressemblance est atteinte. Pour le paysage, copier ne permet pas la réussite. Dans le paysage, le lieu où l'esprit en travail se satisfait est élevé».
L'expression xinjiang, traduit ici par «l'esprit au travail», s'entend de la faculté d'invention que met en branle la contemplation paisible d'un paysage. L'ingénuité d'un esprit détaché correspond chez l'homme à la pâleur dépouillée du xieyi, esquisse sans apprêt qui retient l'essentiel. Dans le paysage, il importe de transcrire l'authentique saveur des choses. Les effets de perspectives et autres secrets de métier sont du ressort des peintres artisans, non l'affaire des connaisseurs raffinés. La connaissance de l'art n'est accessible qu'aux lettrés.
Le regard de la sagesse peut seul saisir, dans un paysage ou dans une peinture vivante, la divine puissance de la vie. Le connaisseur, saisi par l'objet, éprouve sa beauté. Dans l'émoi de cette expérience, il se transporte en lui. Son regard n'est pas celui d'un simple amateur: «Les gens du monde, écrit Mi Youren, savent que j'excelle à peindre et rivalisent les uns avec les autres pour obtenir mes peintures. Mais peu comprennent comment je peins. S'ils ne possèdent pas sur le front l'<œil de sapience>, ils sont incapables de le percevoir».
Gao Kegong s'inspire de Mi Fu et de Dong Yuan. Grand peintre, Il peint dans ses moments de loisirs pour exprimer les mille souhaits de son cœur. Ni Zan prête ici à son aîné l'idéal qu'il  incarne lui-même, celui des peintres lettrés. Gao exerce en Chine et jusqu'au Japon une grande et durable influence. Sous les Ming, Zhang Chou ne retient que trois noms parmi les quelque mille peintres de paysages, anciens et modernes: ceux de Mi Fu, de Gao Kegong et de Ni Zan.
Leurs œuvres sont peintes avec tant de simplicité et de détachement qu'il est impossible de les copier. Ce qui porte l'empreinte de la personnalité échappe à toute copie. Le libre épanchement de l'être profond caractérise les artistes appartenant à la seconde moitié de la dynastie. Qian Xuan, Zhao Mengfu et Gao Kegong reprochent aux académiciens de Hangzhou la recherche de la séduction et, à la peinture d'inspiration Chan, l'excès d'indépendance.

## Les paysagistes du début et du milieu desYuan
Au début des Yuan, le chef de file et principal représentant des paysages dans le style Mi est Gao Kegong, contemporain et aîné de Zhao Mengfu qui, comme lui, occupe un haut rang dans l'administration Mongole en tant que gouverneur de deux provinces. Dans certaines de ses œuvres, comme Nuages encerclant des sommets luxuriants de 1309, il combine plusieurs traditions anciennes, celles de Dong Yuan et de Zhao Lingrang, avec celle de Mi Fu.
Une autre œuvre majeure récemment redécouverte, Nues crépusculaires sur des montagnes en automne, conserve le style de Mi, en particulier celui de Mi Youren, dans une forme plus pure. De cette œuvre célèbre consignée dans les annales, ne subsistent actuellement que des fragments; elle est l'une des peintures qu'emporte le dernier empereur, Puyi, dans son palais de Shenyang, où elle est déchirée en plusieurs morceaux lors de la mise à sac du palais.
Ces fragments ne portent aucune signature ou sceau de l'artiste, seulement une inscription rédigée par un haut fonctionnaire, Deng Wenyuan (1258-1328). L'usure a obscurci une partie du travail au pinceau et effacé certaines couleurs, bien que subsistent assez de chauds lavis et de verts minéraux pour donner une idée de son apparence originelle.

## Biographie
Sa famille est originaire du Turkestan Oriental, donc ouïghoure. Son père est un lettré de Datong, mais lui-même  part vivre à Wuling. Il commence sa carrière officielle de haut fonctionnaire en 1275 comme président du Ministère de la Justice et gouverneur de deux provinces. Peintre amateur faisant partie de l'administration des Yuan à Pékin, il est révéré par ses contemporains et plus encore par la génération suivante comme le plus ancien des grands paysagistes de cette époque.
Il excelle dans les peintures de bambous et de paysages, exécutés avec une encre légèrement colorée. Malheureusement ses paysages ont presque tous disparu. Ses premières œuvres sont dans le style de Mi Fu (1051-1107) et de Mi Youren (1086-1165); plus tard il se met à l'école de Dong Yuan et de Juran. En fait il essaye de parvenir à une synthèse des styles anciens et de sa propre originalité pour satisfaire à la fois les goûts archaïsants de son époque et ses besoins expressifs. Lui, et plusieurs de ses contemporains ouvrent une ère nouvelle dans l'histoire de la peinture chinoise en essayant de renouer avec la grande tradition paysagiste des song du Nord et en négligeant l'acquis des deux siècles précédents. Même s'il ne trouve pas les solutions immédiates, ce sont des innovateurs brillants.

## Musées
- Pékin (Musée du Palais):

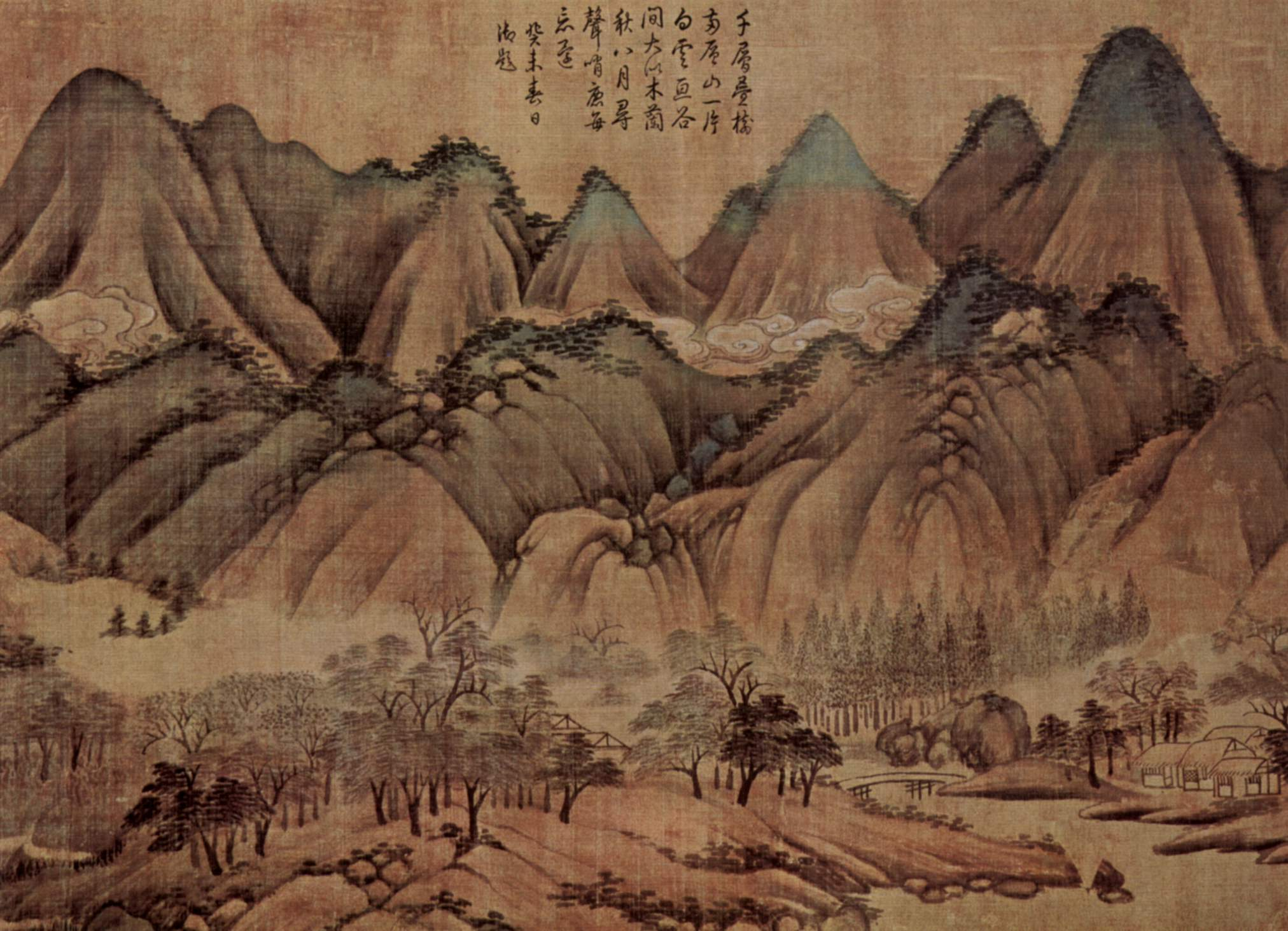

  - Montagnes dans les nuages, colophon de Wang Jian (1598-1677), attribution.
- Shanghai:
  - Collines avant la pluie, couleurs sur soie.
- Taipei (Nat. Palace Mus.):
  - Collines sous la pluie.
  - Collines et cascade dans les nuages.
  - Collines vertes et nuages blanc 1245-1320, rouleau en longueur, encre et couleur sur soie, attribution.
  - Pics verdoyants émergeant des nuages, rouleau en hauteur, encre et couleur sur soie, non signé mais deux inscriptions contemporaines dont une datée 1309 du peintre Li Kan